# Fehntjer Tief und Umgebung
Fehntjer Tief und Umgebung este o arie protejată (sit de importanță comunitară — SCI) din Germania întinsă pe o suprafață de 2.496,99 ha, integral pe uscat.

## Localizare
Centrul sitului Fehntjer Tief und Umgebung este situat la coordonatele 53°22′22″N 7°27′45″E / 53.3728°N 7.4625°E.

## Înființare
Situl Fehntjer Tief und Umgebung a fost declarat sit de importanță comunitară în iunie 2000 pentru a proteja 1 specie de plante și 2 specii de animale.

## Biodiversitate
Situată în ecoregiunea atlantică, aria protejată conține 9 habitate naturale: Ape stătătoare oligotrofe până la mezotrofe, cu vegetație de Littorelletea uniflorae și/sau de Isoëto-Nanojuncetea, Lacuri eutrofice naturale cu vegetație de tip Magnopotamion sau Hydrocharition, Cursuri de apă de la nivel de câmpie la nivel montan, cu vegetație Ranunculion fluitantis și Callitricho-Batrachion, Formațiuni ierboase bogate în specii de Nardus, dezvoltate pe substraturi silicioase în zone montane (și în zone submontane, în Europa continentală), Pajiști cu Molinia pe soluri calcaroase, turboase sau argilos-nămoloase (Molinion caeruleae), Liziere de ierburi înalte hidrofile de câmpie și de nivel montan până la alpin, Mlaștini turboase de tranziție și turbării mișcătoare, Păduri de fag Luzulo-Fagetum, Păduri aluvionare cu Alnus glutinosa și Fraxinus excelsior (Alno-Padion, Alnion incanae, Salicion albae).
La baza desemnării sitului se află mai multe specii protejate:
- plante (1): Luronium natans
- mamifere (1): liliac de iaz (Myotis dasycneme)
- pești (1): Cobitis taenia Complex

Pe lângă speciile protejate, pe teritoriul sitului au mai fost identificate 15 specii de plante.